# Hôtel Hermitage Monte-Carlo
Hôtel Hermitage Monte-Carlo är ett femstjärnigt hotell i Monte Carlo i Monaco. Hotellet har 278 hotellrum varav 84 är hotellsviter samt fem restauranger, både L'Abysse Monte-Carlo och Pavyllon, un restaurant Yannick Alléno, Monte-Carlo, är belönade med Michelinstjärnor. Den ägs och drivs av det statliga tjänsteföretaget Société des bains de mer de Monaco (SBM).
Hotellet uppfördes 1896 och var ritad av arkitekterna Nicolas Marquet och Gustave Eiffel.